# Coleophora fuliginosa
Coleophora fuliginosa is een vlinder uit de familie kokermotten (Coleophoridae). De wetenschappelijke naam is voor het eerst geldig gepubliceerd in 1998 door Baldizzone.
De soort komt voor in Europa.